# Firuzkuh
För andra betydelser, se Firuzkuh (olika betydelser).
Firuzkuh (persiska: فيروزكوه) är en ort i Iran.   Den ligger i provinsen Teheran, i den centrala delen av landet, 120 km öster om huvudstaden Teheran. Firuzkuh ligger 1 943 meter över havet och antalet invånare är 15 807.
Terrängen runt Firuzkuh är huvudsakligen kuperad, men åt nordost är den platt. Firuzkuh ligger nere i en dal.Runt Firuzkuh är det ganska glesbefolkat, med 23 invånare per kvadratkilometer. Firuzkuh är det största samhället i trakten. Trakten runt Firuzkuh består i huvudsak av gräsmarker.